# Zlatá bula

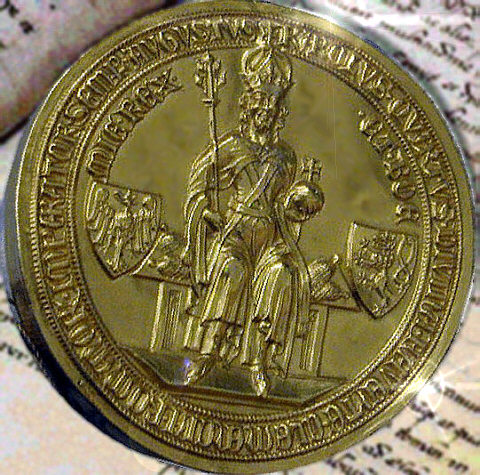
Zlatá pečeť císaře Karla IV. na jeho bule z roku 1356

Zlatá bula (v Byzanci též označována jako chrysobula) označuje v historii a pomocných vědách historických zlatou nebo pozlacenou bulu, tedy kovovou pečeť, nebo listinu takovou pečetí opatřenou.

## Pečeť
Ve sfragistice pojem zlatá bula označuje pečeť vyrobenou ze zlata nebo pouze pozlacenou (a obvykle vyrobenou ze stříbra). Tyto zlaté buly byly původně užívány pouze na byzantském císařském dvoře a odtud byly převzaty i na Západ (nejstarší doklad je pro Karla Velikého). Používaly se jen zřídka a to při slavnostních příležitostech nebo na žádost příjemce, který za to musel zaplatit speciální taxu. Většinou ji užívali panovníci, méně často papež (nejstarší dochovaný originál Klement VII. v roce 1552). V českém prostředí zlaté buly užíval Přemysl Otakar I., Jan Lucemburský, Karel IV. a Zikmund.

## Listina

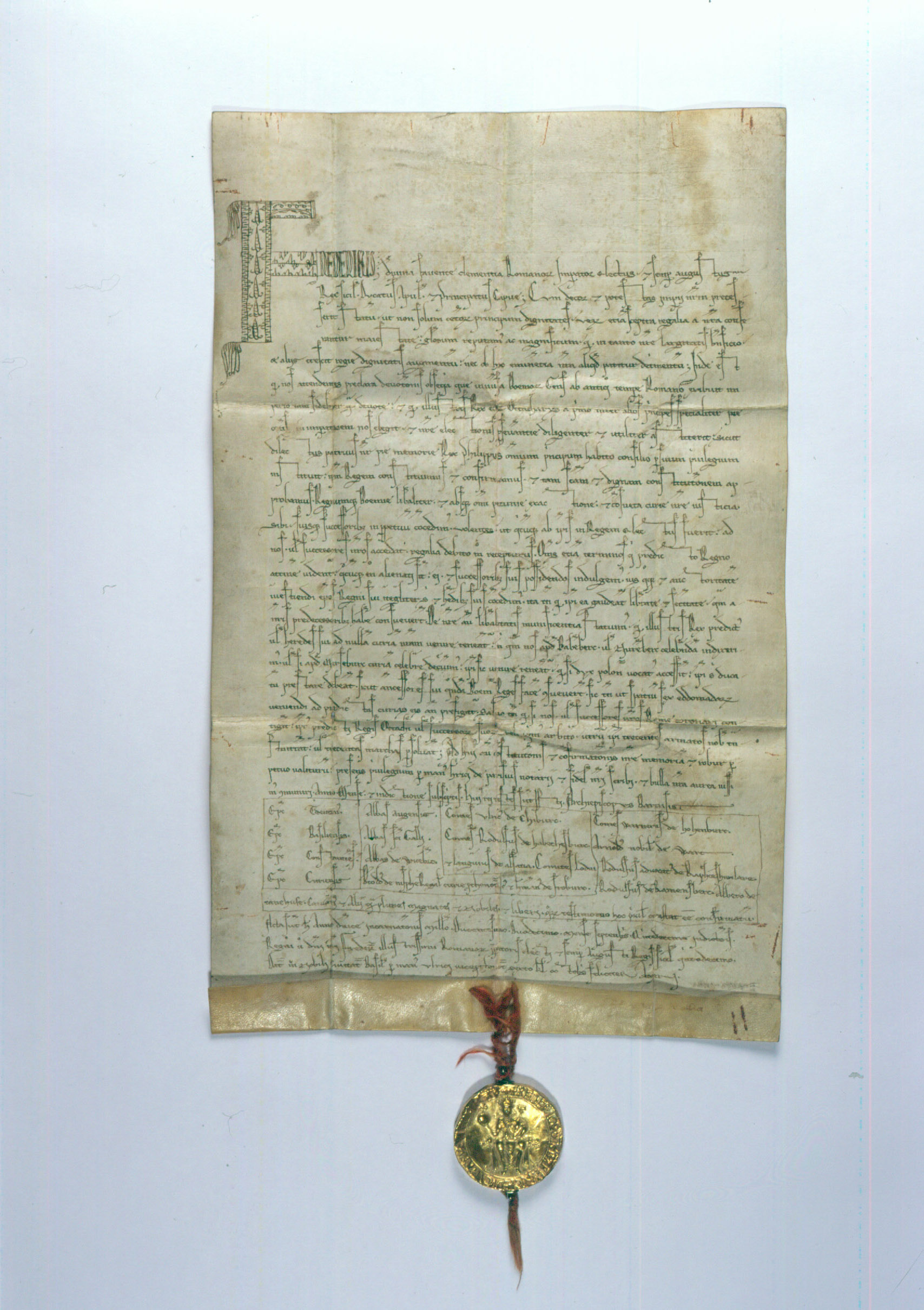
Zlatá bula sicilská

V diplomatice je jako bula označována středověká listina opatřená kovovou pečetí. Mezi známé zlaté buly patří Zlatá bula Karla IV., Zlatá bula sicilská a Zlatá bula Ondřeje II. Buly byly prvotně vydávány papeži a ti je nejčastěji opatřují olověnou pečetí (tedy olověnou bulou-listina se jmenuje "bula" podle typu pečeti). V případě Svatého stolce šlo o listiny středního významu. Světští panovníci začínají používat buly později. Obecné kovy (v tomto případě myšleno olovo, cín, měď, bronz ...) se pak užívají jen výjimečně nebo vůbec. Dominuje zlato a v tomto případě, tedy v případě světských vladařů, šlo o listiny nejvyšší právní váhy.
Buly, ať již papežské nebo světských vládců, jsou pojmenovávány. V případě těch papežských nejčastěji podle prvních slov textu. V případě bul světských vladařů pak nejčastěji (ne však výhradně) podle místa jejich vydání. Méně často nesou jméno vdávajícího nebo jiné označení. U nás je vžitý zvyk psát jména těchto listin s malými písmeny, protože je vnímáme jako příjmení. Přesto je to fakticky nesprávné...